# Кастільруїс
Кастільруїс (ісп. Castilruiz) — муніципалітет в Іспанії, у складі автономної спільноти Кастилія-і-Леон, у провінції Сорія. Населення — 220 осіб (2010).
Муніципалітет розташований на відстані близько 210 км на північний схід від Мадрида, 35 км на схід від Сорії.
На території муніципалітету розташовані такі населені пункти: (дані про населення за 2010 рік)
- Аньяв'єха: 76 осіб
- Кастільруїс: 144 особи

## Демографія
Динаміка населення (INE ):

## Галерея зображень

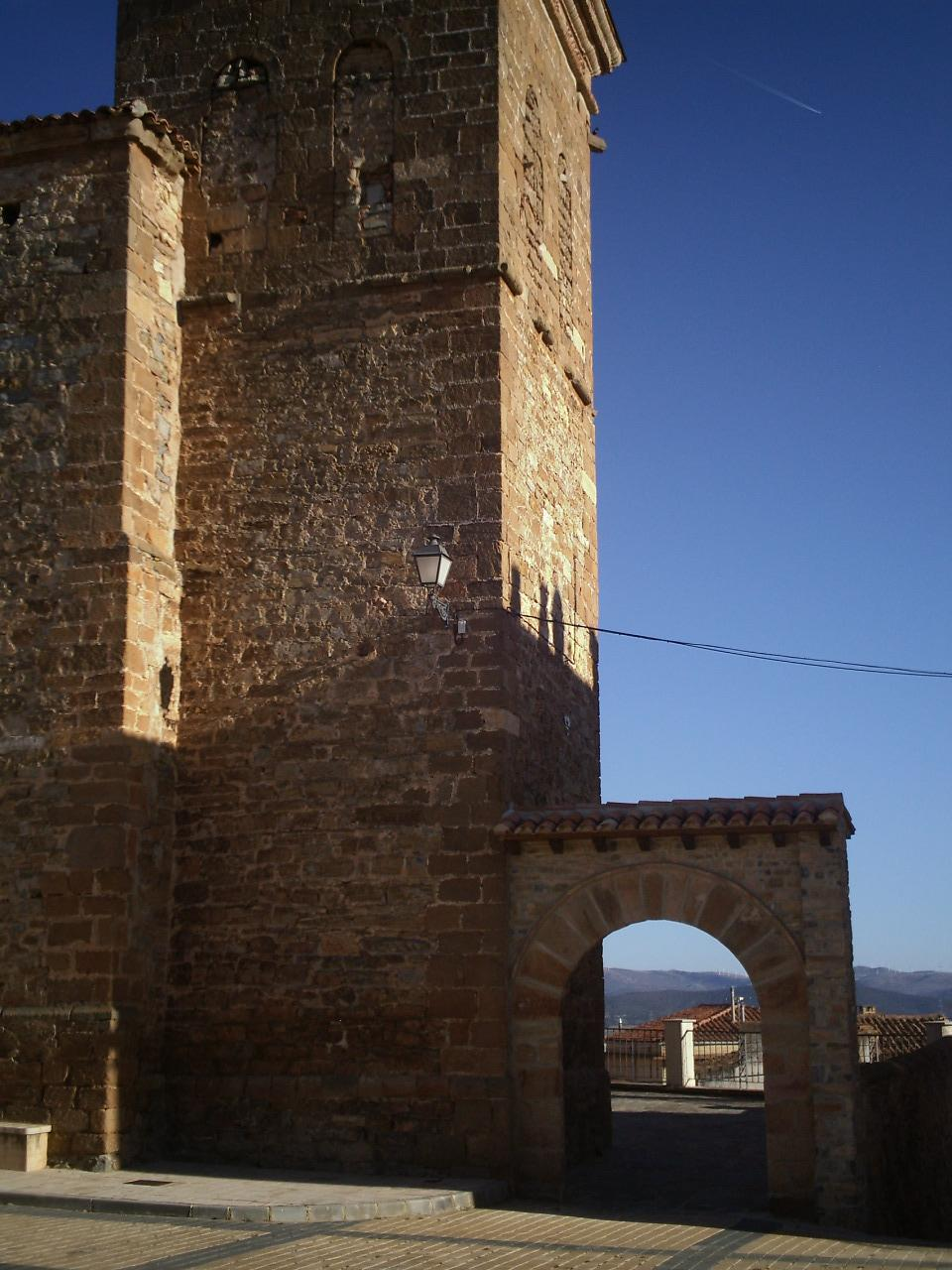
Церква
Розташування муніципалітету Кастільруїс